# Robert Benton
Robert Douglas Benton (ur. 29 września 1932 w Waxahachie, zm. 11 maja 2025 w Nowym Jorku) – amerykański scenarzysta i reżyser filmowy. Laureat 3 Oscarów. Film Sprawa Kramerów (1979) przyniósł mu dwa Oscary – za reżyserię i najlepszy scenariusz adaptowany, Złoty Glob i dwie nagrody BAFTA. Kolejną statuetkę zdobył za najlepszy scenariusz oryginalny do filmu Miejsca w sercu (1984). Był ponadto 4 razy nominowany do tej nagrody; 3 razy za scenariusz i raz za reżyserię.

## Filmografia

### Scenariusz
- 1967: Bonnie i Clyde
- 1970: Był sobie łajdak
- 1972: No i co, doktorku?
- 1972: Złe towarzystwo
- 1972: Oh! Calcutta!
- 1977: Ostatni seans
- 1978: Superman
- 1979: Sprawa Kramerów
- 1982: W nocnej ciszy
- 1984: Miejsca w sercu
- 1987: Nadine
- 1994: Naiwniak
- 1998: Półmrok
- 2005: Zimne dranie

### Reżyseria
- 1972: Złe towarzystwo
- 1977: Ostatni seans
- 1979: Sprawa Kramerów
- 1982: W nocnej ciszy
- 1984: Miejsca w sercu
- 1987: Nadine
- 1991: Billy Bathgate
- 1994: Naiwniak
- 1998: Półmrok
- 2003: Piętno
- 2007: Smaki miłości

## Nagrody i nominacje
| Rok  | Nagroda                                    | Kategoria                                   | Za              | Wynik     |
| ---- | ------------------------------------------ | ------------------------------------------- | --------------- | --------- |
| 1995 | Nagroda Akademii Filmowej                  | Najlepszy scenariusz adaptowany             | Naiwniak        | Nominacja |
| 1985 | Nagroda Akademii Filmowej                  | Najlepszy scenariusz oryginalny             | Miejsca w sercu | Wygrana   |
| 1985 | Nagroda Akademii Filmowej                  | Najlepsza reżyseria                         | Miejsca w sercu | Nominacja |
| 1980 | Nagroda Akademii Filmowej                  | Najlepsza reżyseria                         | Sprawa Kramerów | Wygrana   |
| 1980 | Nagroda Akademii Filmowej                  | Najlepszy scenariusz adaptowany             | Sprawa Kramerów | Wygrana   |
| 1978 | Nagroda Akademii Filmowej                  | Najlepszy scenariusz oryginalny             | Ostatni seans   | Nominacja |
| 1968 | Nagroda Akademii Filmowej                  | Najlepszy scenariusz oryginalny             | Bonnie i Clyde  | Nominacja |
| 1985 | Złoty Glob                                 | Najlepszy scenariusz                        | Miejsca w sercu | Nominacja |
| 1980 | Złoty Glob                                 | Najlepszy scenariusz                        | Sprawa Kramerów | Wygrana   |
| 1980 | Złoty Glob                                 | Najlepszy reżyser                           | Sprawa Kramerów | Nominacja |
| 1968 | Złoty Glob                                 | Najlepszy scenariusz                        | Bonnie i Clyde  | Nominacja |
| 1981 | Nagroda Brytyjskiej Akademii Filmowej      | Najlepsza reżyseria                         | Sprawa Kramerów | Nominacja |
| 1981 | Nagroda Brytyjskiej Akademii Filmowej      | Najlepszy scenariusz                        | Sprawa Kramerów | Nominacja |
| 1995 | Międzynarodowy Festiwal Filmowy w Berlinie | Złoty Niedźwiedź                            | Naiwniak        | Nominacja |
| 1985 | Międzynarodowy Festiwal Filmowy w Berlinie | Nagroda Katolickiego Biura Filmowego (OCIC) | Miejsca w sercu | Wygrana   |
| 1985 | Międzynarodowy Festiwal Filmowy w Berlinie | Najlepszy reżyser                           | Miejsca w sercu | Wygrana   |
| 1985 | Międzynarodowy Festiwal Filmowy w Berlinie | Złoty Niedźwiedź                            | Miejsca w sercu | Nominacja |
| 1977 | Międzynarodowy Festiwal Filmowy w Berlinie | Złoty Niedźwiedź                            | Ostatni seans   | Nominacja |
| 1981 | César                                      | Najlepszy film zagraniczny                  | Sprawa Kramerów | Nominacja |